# محوطه استخر سر قدیم
محوطه استخر سر قدیم مربوط به دوران‌های تاریخی پس از اسلام است و در شهرستان املش، بخش رانکوه، روستای استخر سر واقع شده و این اثر در تاریخ ۲ آبان ۱۳۸۲ با شمارهٔ ثبت ۱۰۶۲۷ به‌عنوان یکی از آثار ملی ایران به ثبت رسیده است.